# Bülent Ateş

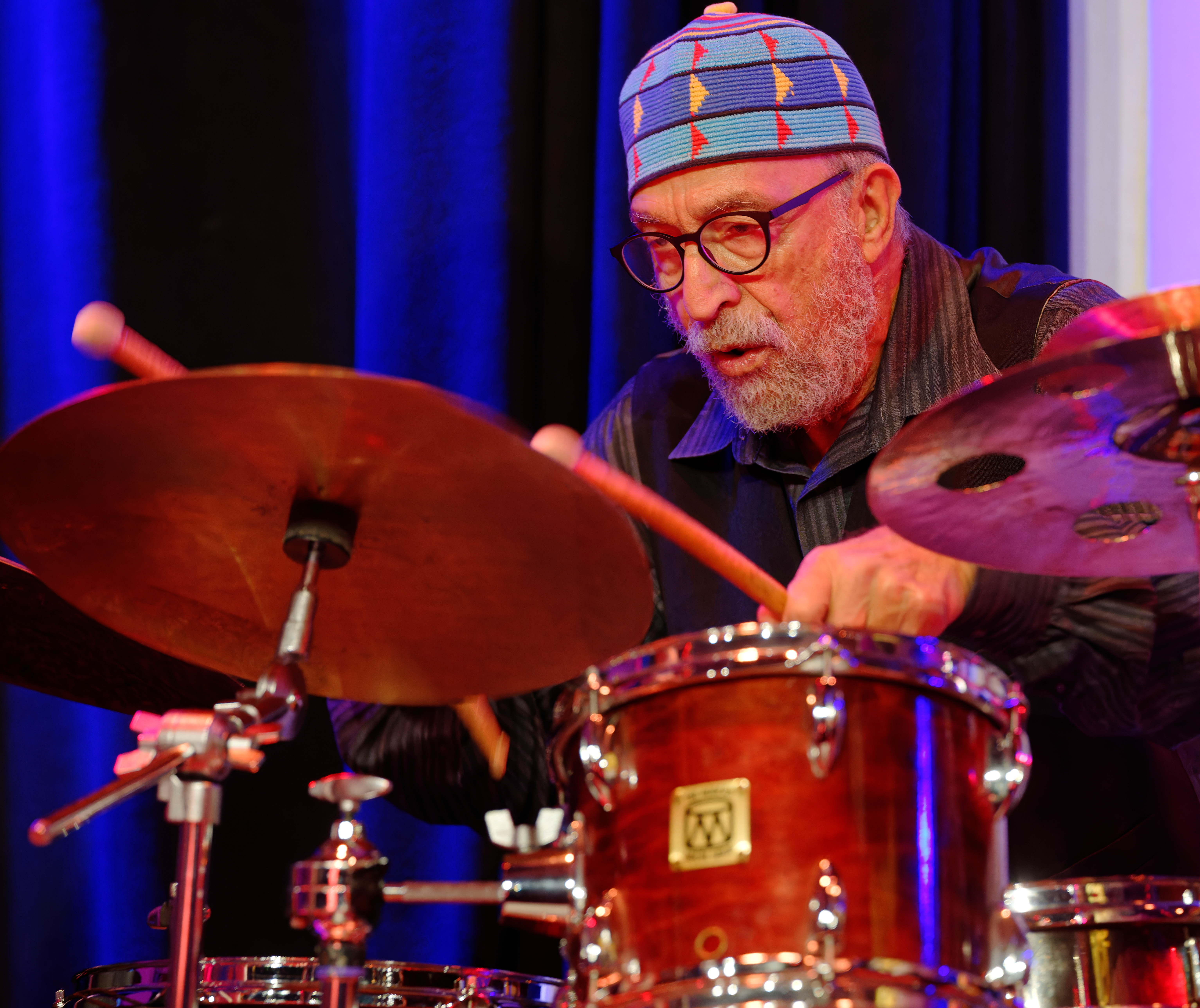
Bülent Ates beim Konzert in der Bessunger Knabenschule in Darmstadt am 24. Oktober 2024

Bülent Ateş (* 1942) ist ein türkischer Jazzmusiker (Schlagzeug), der in Deutschland lebt.

## Leben und Wirken
Ateş, der in İstanbul aufwuchs, hörte bei Konzerten in Istanbul Albert Mangelsdorff, der ihn tief beeindruckte.
Er kam nach Frankfurt am Main, wo er an der Musikhochschule klassisches Schlagzeug studierte. Im Frankfurter Jazzkeller stieg er bei den Sessions ein und traf auf Musiker wie Mangelsdorff, Heinz Sauer, Christof Lauer, Bob Degen und Jürgen Wuchner. Daneben arbeitete er in Skandinavien mit Don Cherry. 1974 gehörte er zum Trio von Dieter Scherf, mit dem er beim Festival in der Balver Höhle auftrat (Mitschnitt, 2016 veröffentlicht).
Nach seinem Konzertexamen 1977 gab Ateş Musikunterricht; weiterhin arbeitete er in Jazz & Lyrik-Projekten im Duo mit dem Bassisten Buschi Niebergall. In Frankfurt organisierte er Jamsessions. In den 1990er Jahren arbeitete er mit Alfred Harth und Harry Petersen, dann mit Uli Partheil und Wuchner in verschiedenen Formationen bis hin zu den United Colors of Bessungen, aber auch mit Eric Plandé, dem Dornbusch-Jazz-Trio  und La Source Bleu um Michael Bossong.  Außerdem arbeitete er im Ensemble Maramor. Er ist auch auf dem Trikont-Album Çok uzaklardan geliyoruz.../Wir kommen weit her ... von Tahsin İncirci (1986) zu hören.

## Diskographische Hinweise
- Hale Peat: Mo to No (recout FIM, 1997, mit Alfred Harth, Harry Petersen, Martin Lejeune)
- Alfred Harth's Flyby Nonet: Cassini (recout FIM 1998, mit Harry Petersen, Stefan Lottermann, Christoph Korn, Martin Lejeune, Marcel Daemgen, Peter Anthony, Günter Bozem)
- Pale Heat: Jazz&Poetry (recout FIM 1998, mit Alfred Harth, Harry Petersen, Martin Lejeune)
- Don Cherry: The Summer House Sessions (Blank Forms Editions 2021, rec. 1968, mit Bernt Rosengren, Tommy Koverhult, Torbjörn Hultcrantz, Kent Carter, Leif Wennerström, Jacques Thollot)[7]